# 아문센만

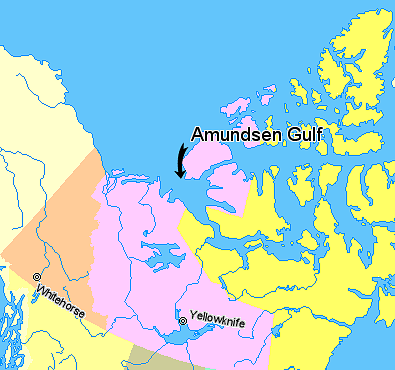
아문센만

아문센만(Amundsen Gulf)은 캐나다 노스웨스트 준주의 만이다. 캐나다 본토와 뱅크스섬, 빅토리아섬 사이에 놓여 있다. 보퍼트해와 연결된다.

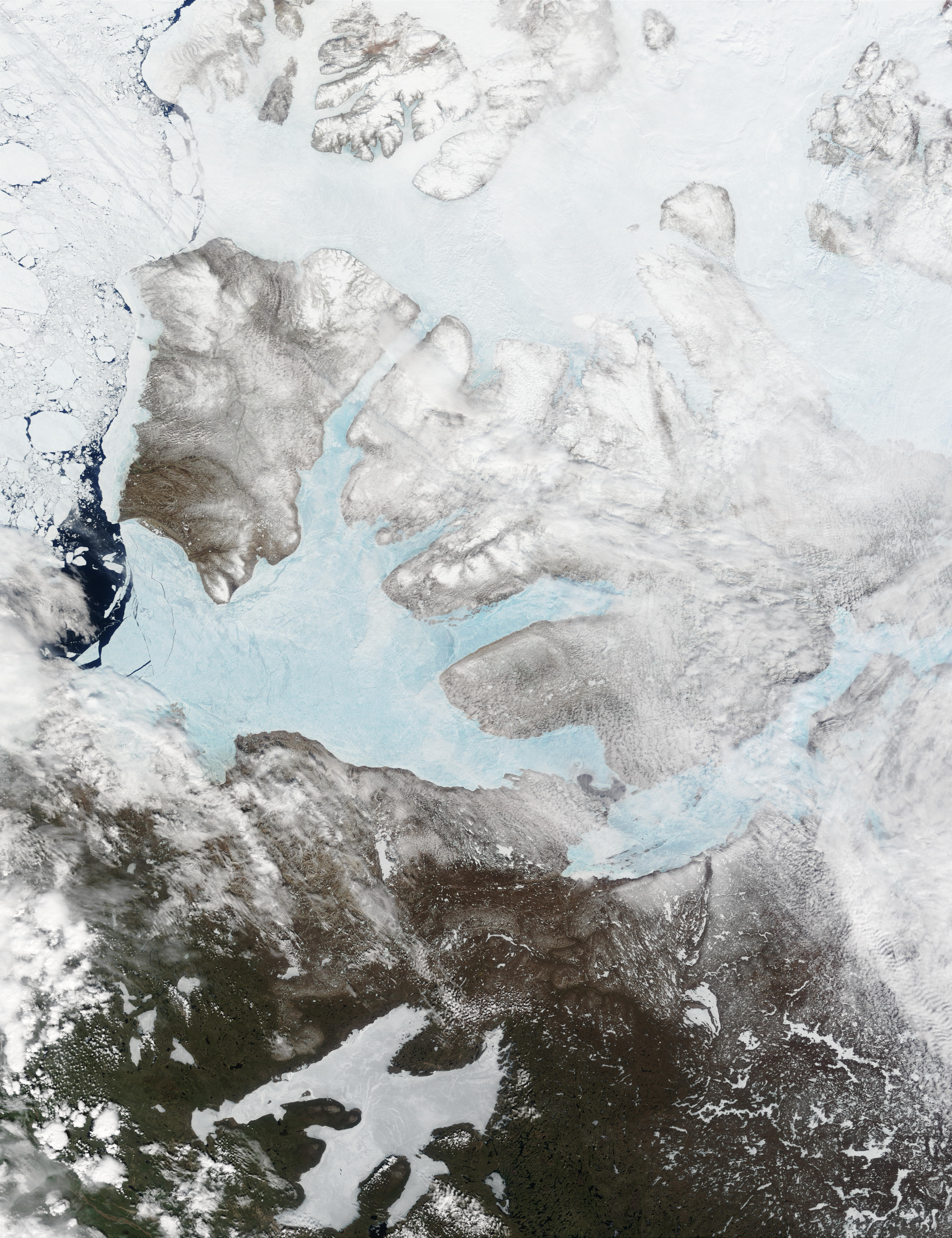
인공위성이 촬영한 아문센만